# 히노카게정

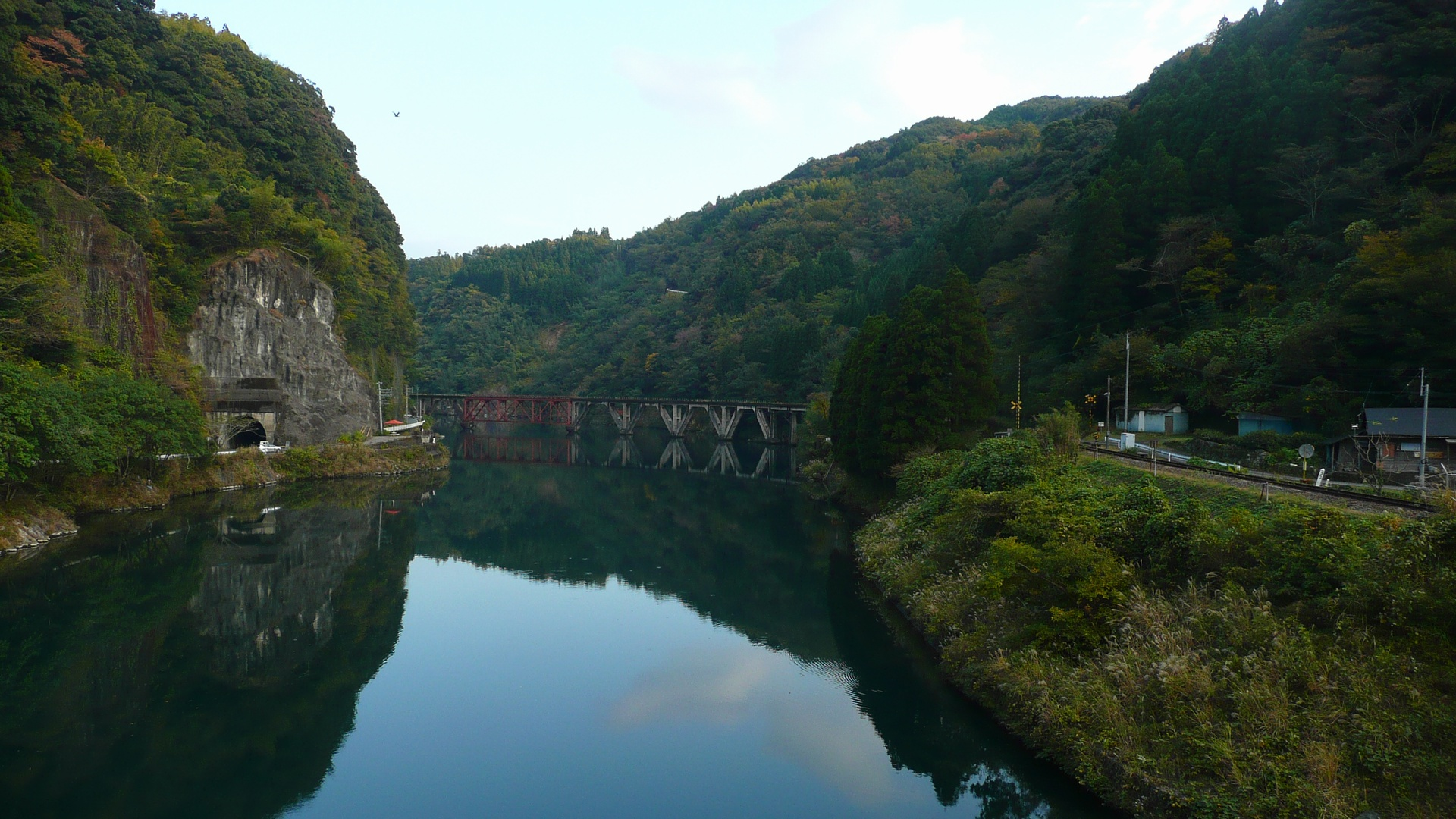
정내를 동서로 흐르는 고카세강

히노카게정(일본어: 日之影町)은 일본 미야자키현 북부에 있는 니시우스키군의 정이다.

## 지리
정역 전체가 규슈 산지에 포함되어 있어 전체가 산지이다.

### 인접한 자치체
- 동: 노베오카시
- 서: 니시우스키군 다카치호정
- 남: 히가시우스키군 모로쓰카촌, 미사토정
- 북: 오이타현 사이키시, 분고오노시, 다케타시

## 역사
폐번치현 때는 노베오카현(구 노베오카번)에 속했다. 이후 곧 행해진 현의 재편으로 미미쓰현이 되었고 1873년에 미야자키현(1876-1883년까지는 가고시마현) 소속이 되었다.
- 1951년 1월 1일 - 나나오리촌, 이와이카와촌이 대등 합병해 히노카게정(日の影町)이 성립하였다.
- 1956년 9월 30일 - 이와토촌의 일부 지역을 편입해 히노카게정(日之影町)으로 개칭하였다.

## 경제
예전에는 정 북부의 미타 광산에서 주석을 채굴했지만 1963년에 폐광했다. 현재는 농업·관광업 등이 중심이다.

## 교통

### 도로
- 국도 218호선